# Hope (Nowy Meksyk)
Hope – wieś w Stanach Zjednoczonych, w stanie Nowy Meksyk, w hrabstwie Eddy.